# Alexander Muheim
Alexander Muheim (* 19. April 1809 in Altdorf; † 9. Oktober 1867 in Vevey, heimatberechtigt in Altdorf) war ein Schweizer Politiker (KVP).

## Biografie
Muheim besuchte die Primar- und Lateinschule in Altdorf. Er war Gutsbesitzer und Mitinhaber der Geldlotterie Muheim & Co. Weiter besass er auch Speditions- und Geldgeschäfte.
Alexander Muheim hatte diverse Gemeindeämter inne. Unter anderem war er von 1838 bis 1867 im Kirchenrat, davon von 1862 bis 1867 als Präsident, war von 1842 bis 1867 Vorsitzender Herr und von 1850 bis 1856 und von 1859 bis 1864 Landammann. Bei den Parlamentswahlen 1860 wurde er von der Urner Bevölkerung in den Nationalrat gewählt und hatte dort bis 1865 Einsitz.
Mit der Gründung der Eidgenossenschaft im Jahre 1848 entstand eine neue Ordnung im Kanton Uri, welche Muheim festigte.